# Jan Mulač
Jan Mulač (7. března 1841 Viničné Hory, pozdější Žižkov – 8. srpna 1905 Praha-Nové Město) byl český portrétní fotograf. Zaměřoval se na portréty známých osobností a dokumentoval významné události.
Byl známý jako vlastenec a podporovatel umění. Působil v představenstvu pražských fotografů, ve spolcích Hlahol, Sokol a Měšťanská beseda. Zemřel po krátké nemoci.

## Galerie

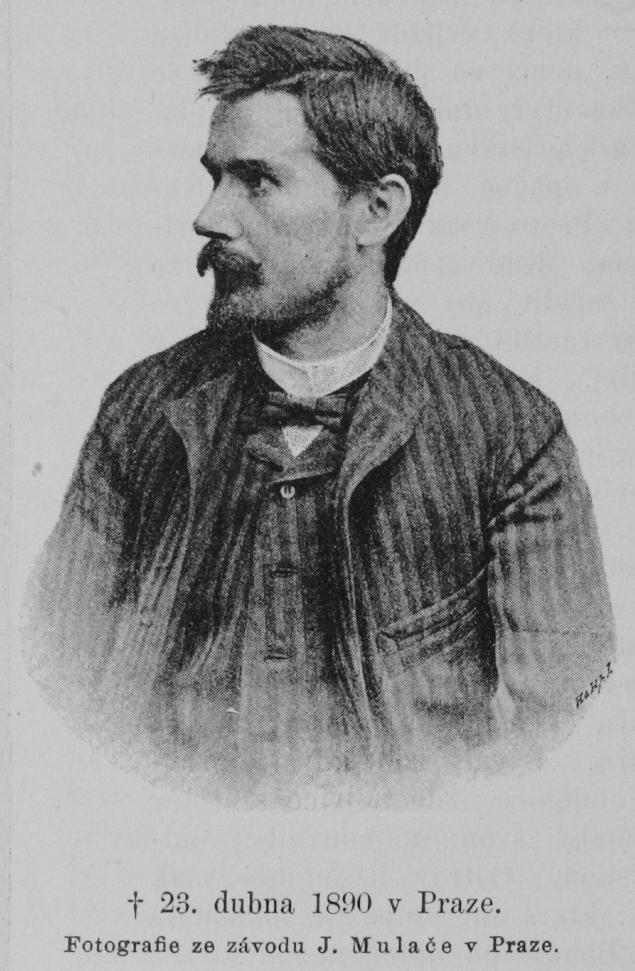
Malíř Karel Pavlík (malíř), 1890
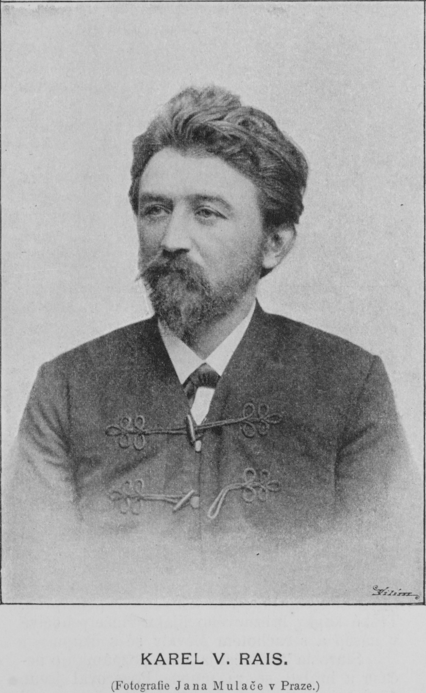
Spisovatel Karel Václav Rais (1859–1926)
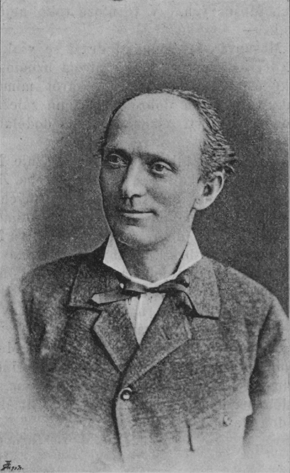
Divadelní herec Jindřich Mošna
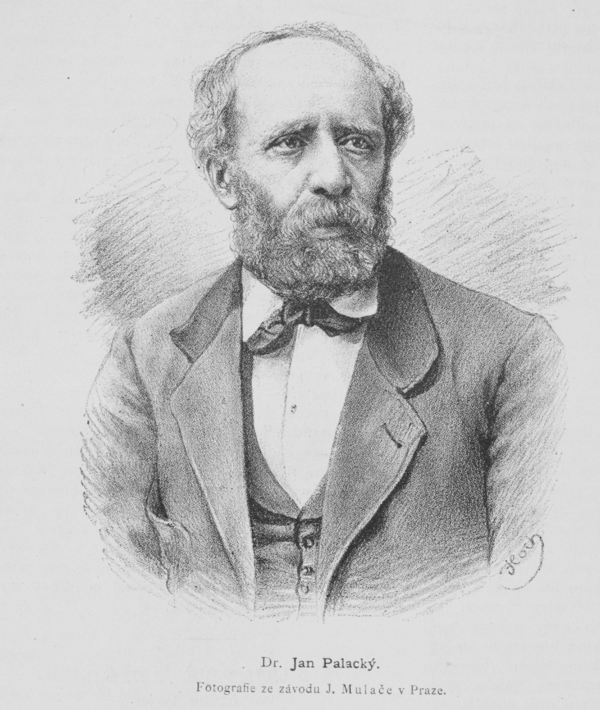
Zeměpisec Jan Křtitel Kašpar Palacký
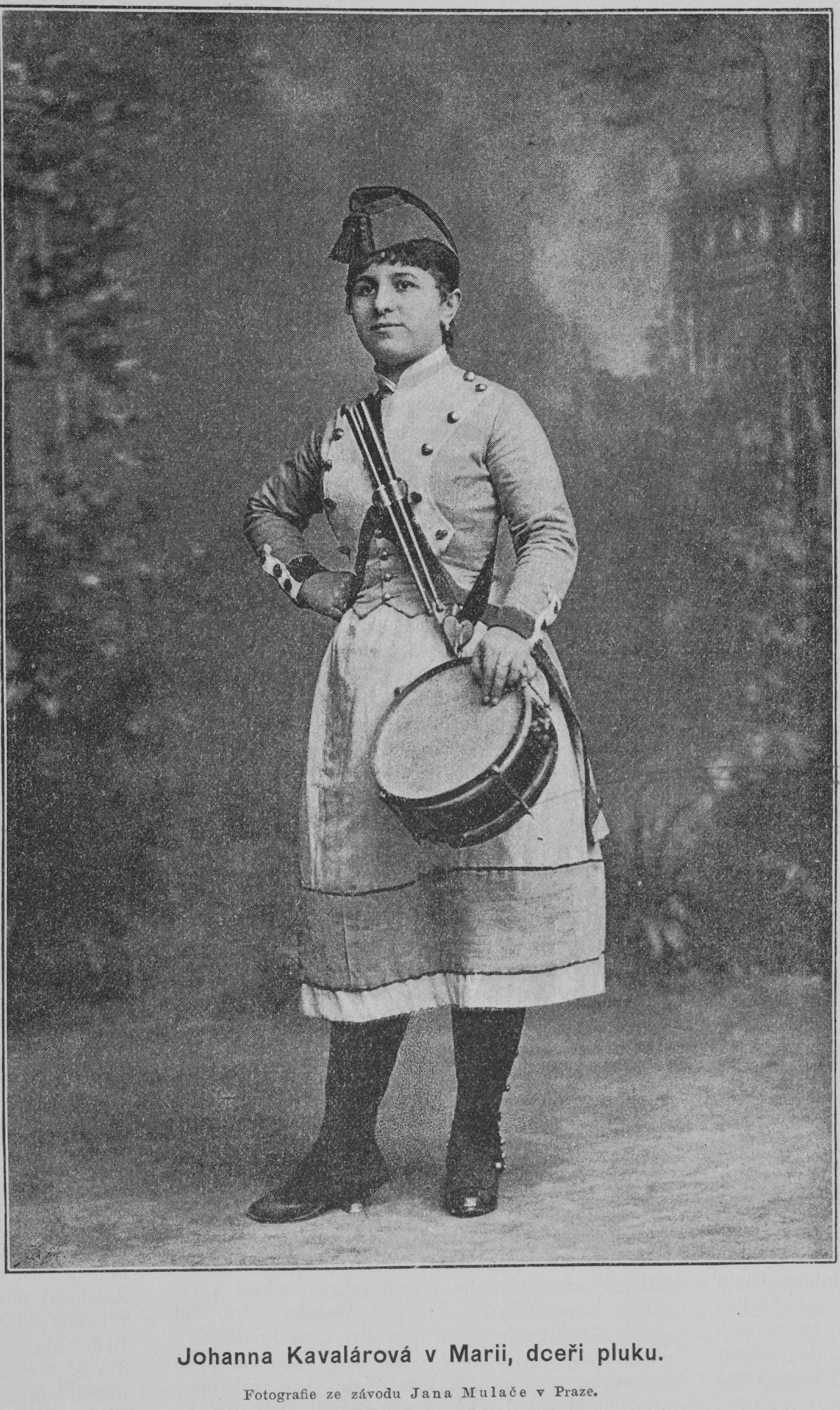
Zpěvačka Hana Cavallarová jako Marie v Dceři pluku (1888)
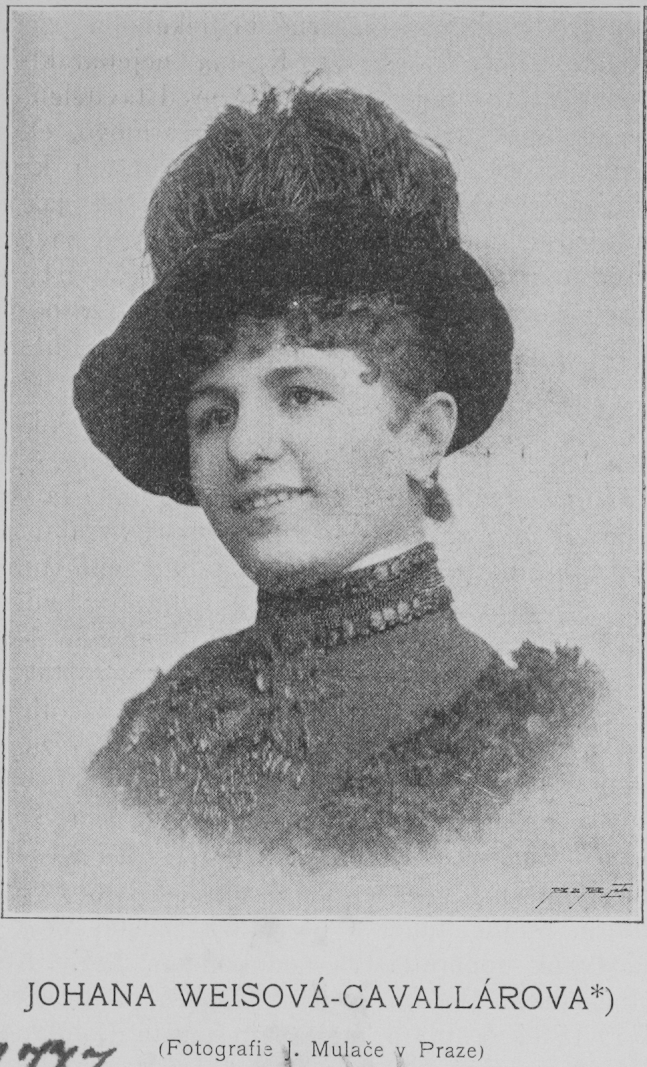
Hana Cavallarová
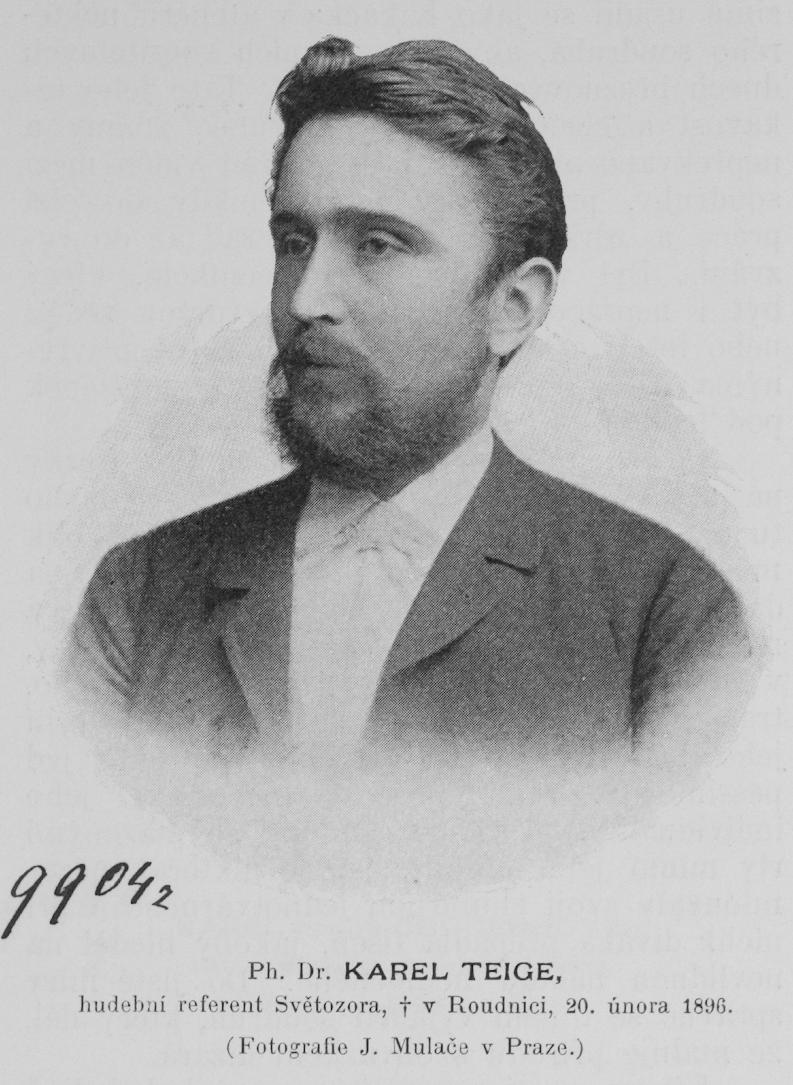
Muzikolog Karel Teige, 1896
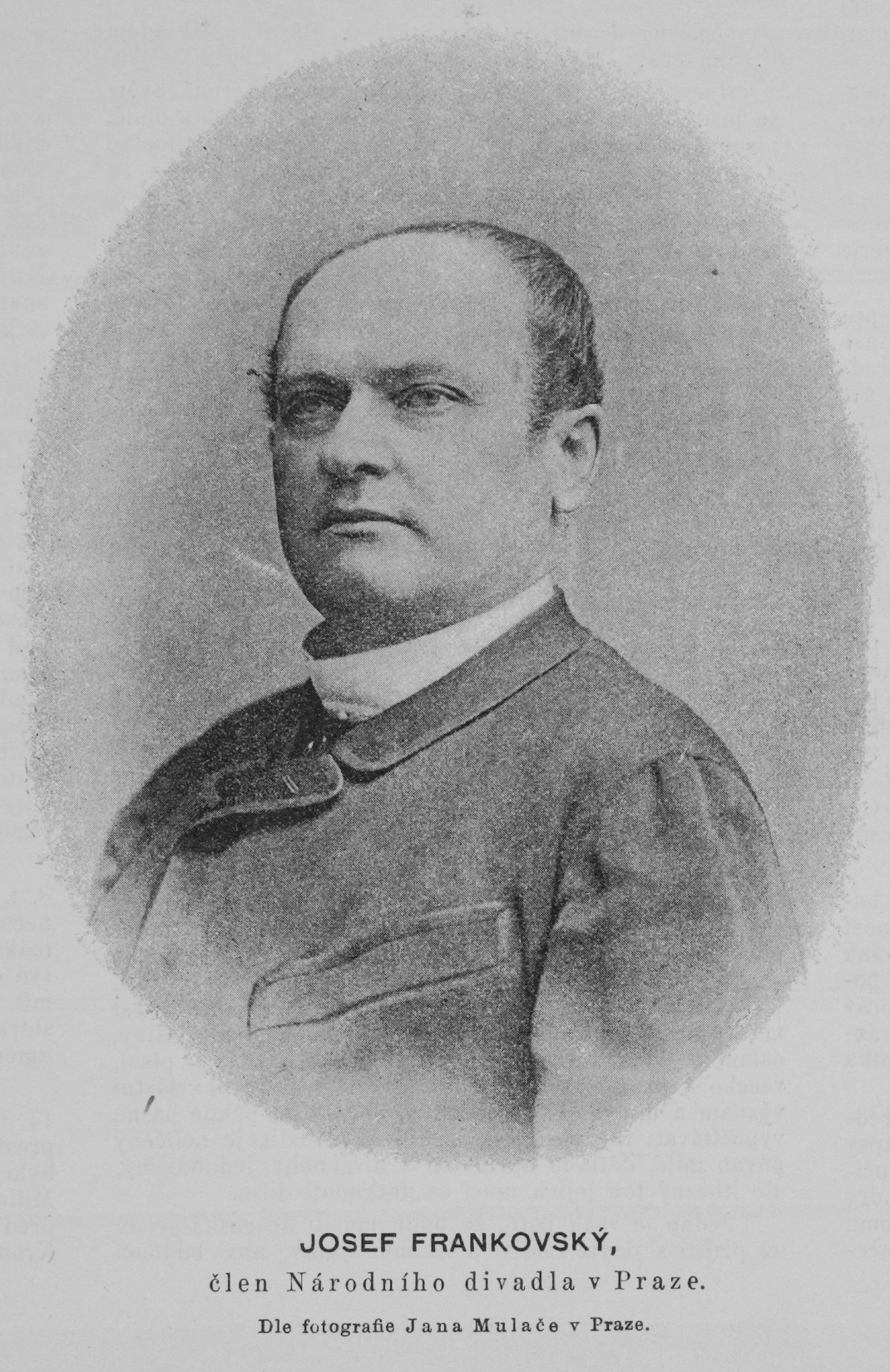
Herec Josef Frankovský